# 谢丽尔·福特
谢丽尔·福特（英語：Cheryl Ford，1981年6月6日—），美国前职业篮球运动员。她是NBA球星卡尔·马龙的女儿。同父異母弟為NFL球員德梅特里斯·贝尔。曾随队参加了2006年世界女子籃球錦標賽，最终获得一枚铜牌。